# Megaphorus guildianus
Megaphorus guildianus là một loài ruồi trong họ Asilidae. Megaphorus guildianus được Williston miêu tả năm 1885.